# Thuiaria mereschkowskii
Thuiaria mereschkowskii är en nässeldjursart som beskrevs av Kudelin 1914. Thuiaria mereschkowskii ingår i släktet Thuiaria och familjen Sertulariidae. Inga underarter finns listade i Catalogue of Life.